# Minas Tirith
Minas Tirith – Kongernes By, Den Hvide By, er en lokalitet i Midgård, fra Ringenes Herre. Byen er hovedstaden i landet Gondor (efter Osgiliath blev taget), hvorfra Elendils slægt regerer. Byen blev bygget i 3320 i den anden alder af Isildurs lillebror, Anárion, og hed dengang Minas Anor, hvilket betyder solens tårn. Ostoher ombyggede byen i 420 den tredje alder. Gondors våbenskjold, Det Hvide Træ, står ved Minas-Tiriths fontaine.